# Danito Parruque
Danito Parruque (Maputo, 5 de junho de 1983) é um futebolista profissional moçambicano que atua como médio.

## Carreira
Danito Parruque integrou a Seleção Moçambicana de Futebol no Campeonato Africano das Nações de 2010.